# Anarquismo en Uruguay
El anarquismo en Uruguay tuvo una gran importancia en la organización del movimiento obrero. La historia del movimiento anarquismo en Uruguay estuvo estrechamente vinculada a cuestiones que circulaban a nivel internacional: la inmigración de trabajadores españoles e italianos en particular tuvo una gran influencia en su desarrollo, pero las relaciones con los movimientos revolucionarios de toda América Latina, y en particular con Argentina y Brasil, fueron igualmente significativas.

## Historia

### SigloXIX
Los antecedentes del anarquismo aparecen ya en junio de 1841, cuando el autor Marcelino Pareja publica un artículo anticapitalista en un periódico montevideano que cita a William Godwin. Dicho artículo aboga por una teoría premarxista de la plusvalía. En 1851 el botánico y amigo de Proudhon José Ernesto Gibert se exilia a Uruguay desde Francia debido a su participación en la revolución de 1848.
En 1872 se forma la sección uruguaya de la Primera Internacional, con una oficina en la calle Florida de Montevideo, que se alinea ideológicamente con la Federación del Jura y en 1875 publica un manifiesto inspirado en los escritos de Mijail Bakunin.
En 1875 se funda en Montevideo la "Federación Regional de la República Oriental del Uruguay" por iniciativa de revolucionarios franceses y españoles, exiliados tras la destrucción de la Comuna de París y la Rebelión Cantonal respectivamente. Influenciada por Mijail Bakunin, la Federación de Montevideo se unió oficialmente a la Internacional de Saint-Imier en la primera sesión del Congreso de Verviers en septiembre de 1877, aunque ya había mantenido correspondencia con la Internacional durante más de un año.
En 1883, los anarquistas celebraron el aniversario de la Comuna de París el 18 de marzo y recaudaron 40 pesos para entregarlos a los prisioneros de Lyon, Francia.

### Principios delsigloXX
En los primeros años del siglo XX, el proletariado uruguayo fortaleció su organización con la fundación de los primeros sindicatos del país. Este movimiento llevó, en 1905, a la fundación de la Federación Obrera Regional Uruguaya (FORU), basada en el modelo anarcosindicalista de la FORA en Argentina. Muchos escritores notables de este período coquetearon con el movimiento anarquista, como Florencio Sánchez, Ernesto Herrera, Julio Herrera y Reissig, Leopoldo Lugones y Horacio Quiroga.
La FORU dominaba el movimiento obrero uruguayo. En 1911 contaba con 90.000 miembros de los 117.000 trabajadores industriales del país. También existía una pequeña tendencia de anarquistas denominada "Anarcobatllismo" que apoyaban al presidente José Batlle y Ordóñez, debido a su apoyo a los sindicatos. Virginia Bolten fue una destacada defensora de esta idea mientras vivió en Uruguay. Sin embargo, la FORU comenzó a perder fuerza después de la Revolución rusa en 1917, cuando el recién fundado Partido Comunista del Uruguay dividió a los trabajadores. Pero la FORU siguió siendo el sindicato más fuerte de Uruguay hasta principios de la década de 1930.
En 1929, el anarquista italiano y amigo de Errico Malatesta Luigi Fabbri y su hija Luce Fabbri huyeron a través de Europa y finalmente a Uruguay para escapar de la Italia fascista. Durante la guerra civil española, Pedro Tufró Berta (1904-1937) fue ejecutado por los comunistas por su afiliación a la Confederación Nacional del Trabajo (CNT).

### Guerra Fría
En 1947 Eugen Relgis llegó a Uruguay, después de haber sido perseguido tanto por los nazis como por los comunistas.
En la década de 1950 se estableció una comunidad mixta, la Comunidad del Sur, formada por anarquistas y cristianos anabaptistas. En 1956 se fundó la Federación Anarquista Uruguaya en Montevideo, que sufrió una división en 1963 sobre si apoyar o no a la Revolución Cubana. La FAU fue declarada ilegal en 1968 y la Comunidad del Sur fue disuelta por la dictadura cívico-militar de Uruguay (1973-1985). Exmiembros de la Comunidad del Sur se exiliaron en Perú, España y Suecia.
Varios anarquistas uruguayos fueron víctimas de la Plan Cóndor en Argentina y Uruguay (1975-1983), como Alberto Mechoso Méndez, Elena Quinteros, León Duarte, Lilián Celiberti y María Emilia Islas.
En 1986, la FAU fue restaurada.

## Análisis
Ángel Cappelletti ha sostenido que Uruguay tenía condiciones históricas únicas que eran receptivas al anarquismo, citando en particular la alta inmigración y una cultura más secular.
"Es justo decir que en ningún otro país latinoamericano las ideas anarquistas eran más familiares para el ciudadano de a pie, el público culto, los políticos y los intelectuales que en Uruguay."
También observó que la Universidad de la República tenía los nombres "Proudhon" y "Reclus" grabados en el frente de la universidad.